# Окер
Окер (нем. Oker) — река в Германии, протекает по земле Нижняя Саксония и служит исторически сложившейся важной политической границей. Окер является притоком реки Аллер, носит речной индекс 482 и имеет протяжённость в 105 км, протекая преимущественно в северном направлении. Площадь бассейна реки составляет 1800 км². Высота истока составляет 910 м, а высота устья 49,5 м.

## Происхождение названия
Название реки было записано около 830 года как Obacra и, позднее, как Ovokare и Ovakara. Этимология названия идёт от корней ov- и -akara, означающих «верхний» (соответствует нововерхненемецкому ober-) (означающему по-немецки «Vorwärtsdrängende», «текущий сверху») в отличие от её притока Эккер, чьё название означает «текущий вперёд».

## Течение

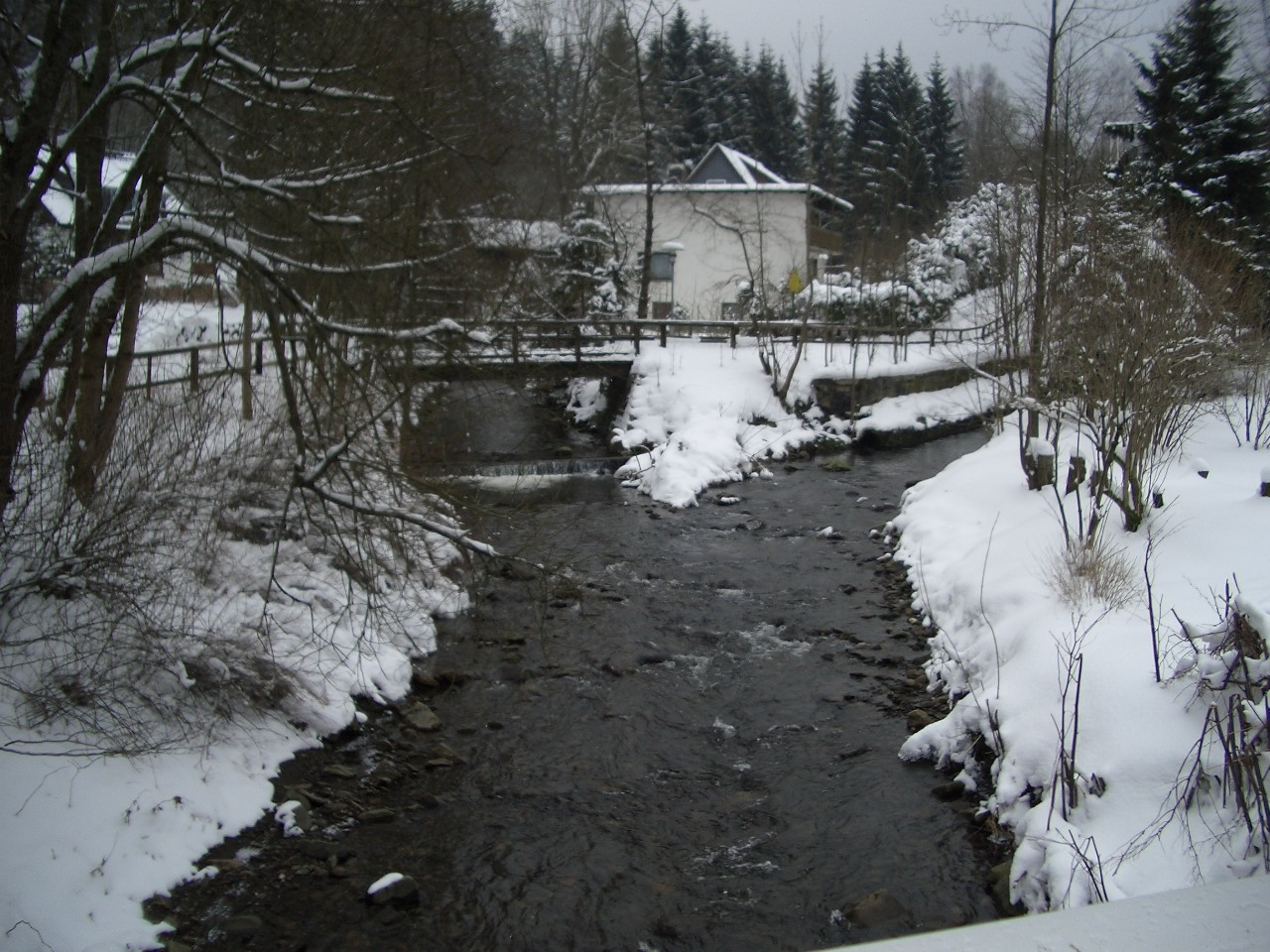
Слияние Окера (слева) и Gerlachsbach (справа) в Альтенау

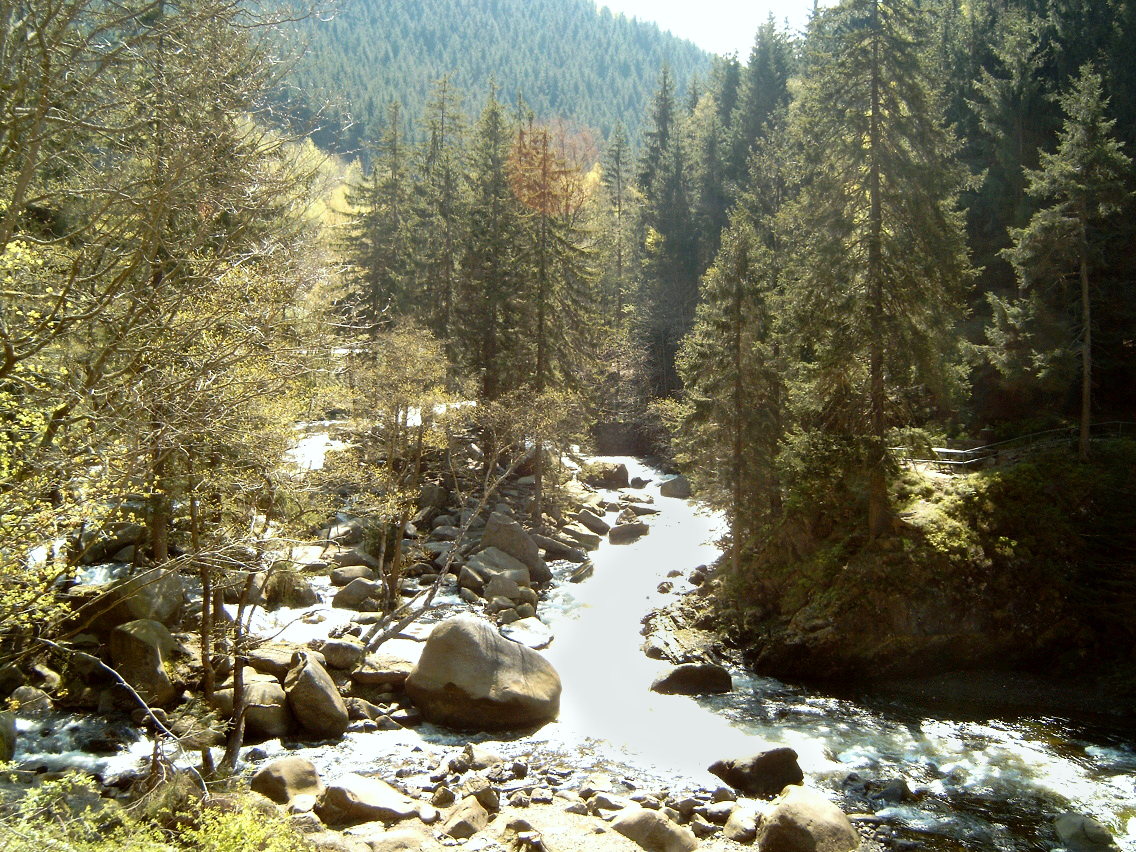
Долина Окер (Okertal)

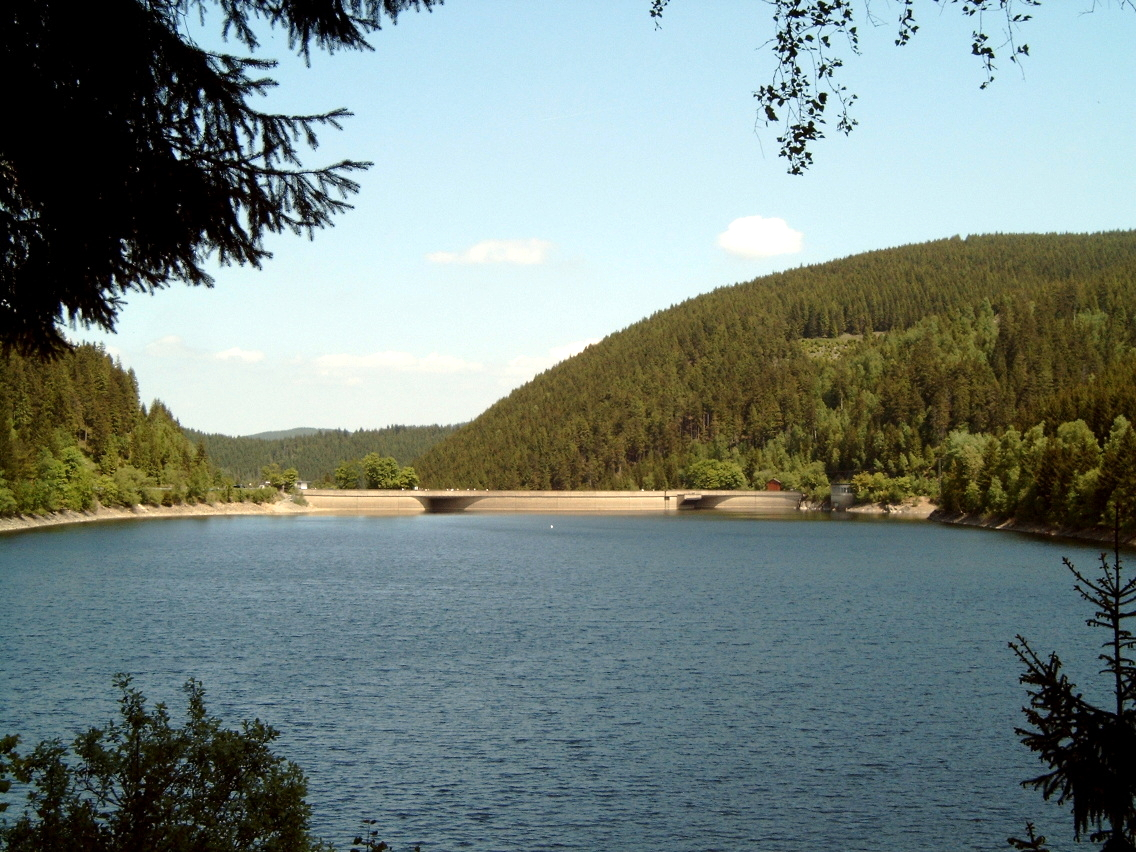
Дамба на Окере

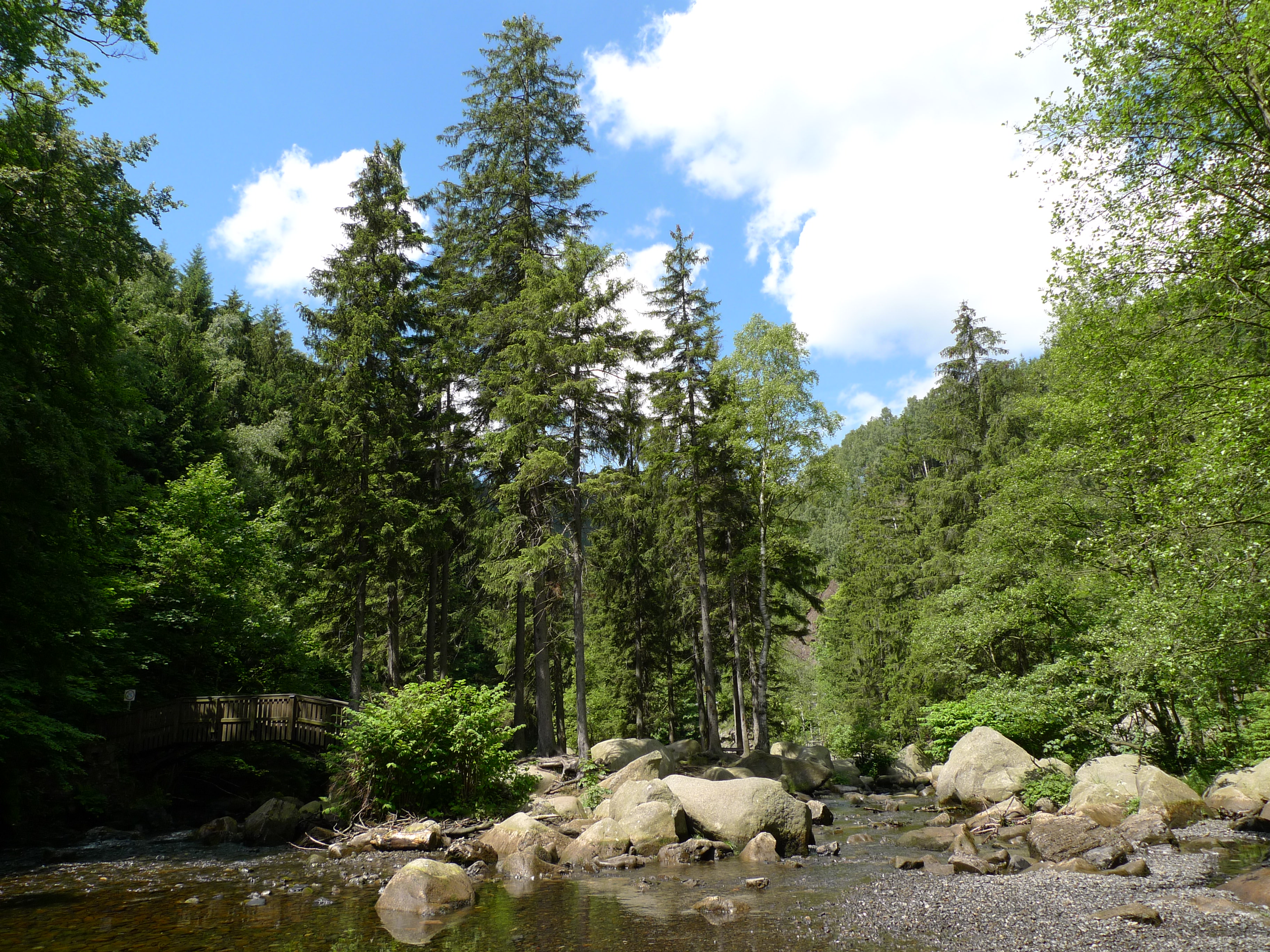
Verlobungsinsel и мост Verlobung в долине окер близ Romkerhalle

Окер поднимается на высоту 910 метров в национальном парке Гарц в болотистой местности на горе Брухберг в массиве Гарц Центральной Германии. Ранее эта часть реки звалась Große Oker («большой Окер») и название утрачено благодаря протекающей ниже реке Альтенау и дамбе Окер (Okertalsperre). При некотором везении, от дамбы до бывшей деревне Окер, ныне вошедшей в состав города Гослар, можно доплыть на каноэ. Эту часть реки часто называют долиной Окер и в неё входит туристическая местность Romkerhalle. Здесь поток Romke падает водопадом с высоты в 64 метров и с 1863 года впадает в Окер. Вниз по течению на участке с быстрым потоком можно найти острок Verlobungsinsel. В том районе слева и справа от Окера много клифов, пользующихся популярностью у альпинистов.
В непосредственной близости к Гослару река Окер сильно загрязнена тяжёлыми металлами из отвалов, а также подземными водами и поверхностными стоками от расположенных там металлообрабатывающих заводов.

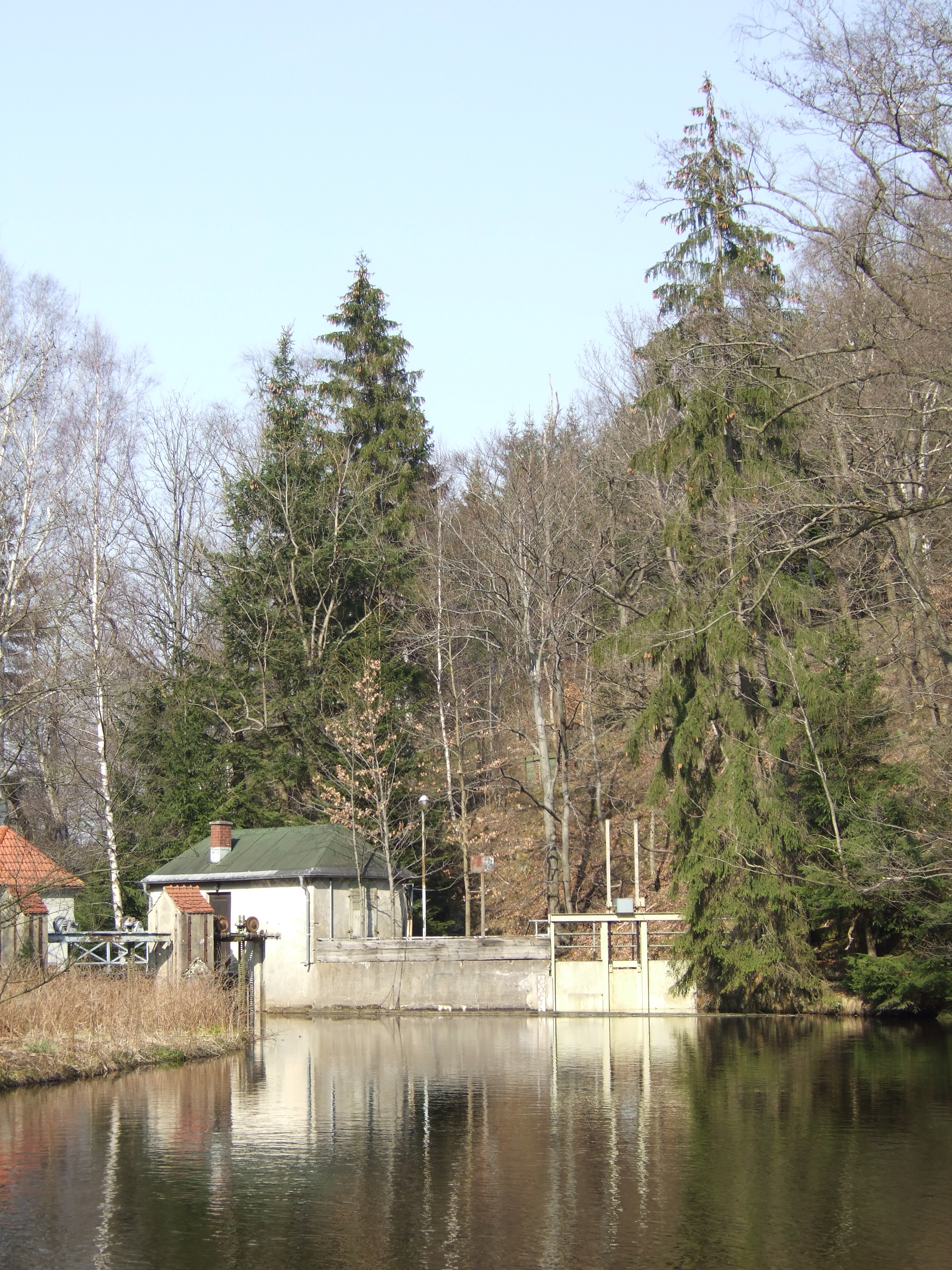
Водосток из реки в деревне Окер, Гослар

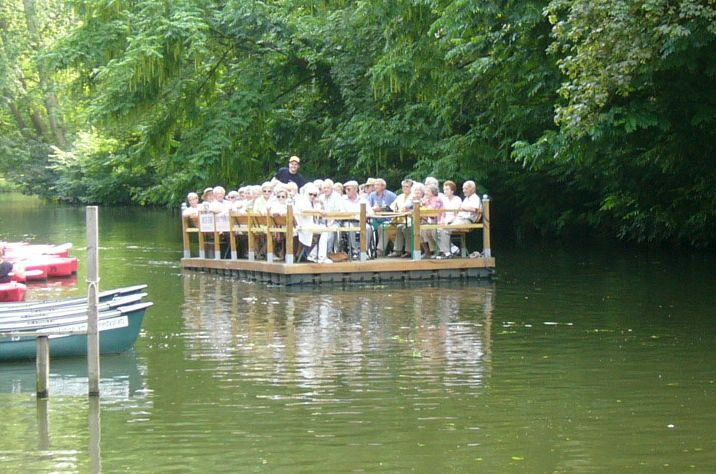
Плот на обводном канале в Брауншвейге

От деревни Окер река идёт в северо-восточном направлении на Финенбург, где к югу соединяется с Радау, а затем к юго-востоку — с Эккером. После этих двух слияний Окер продолжает течь на юго-восток мимо Harly Forest, после чего русло изгибается на север и проходит через Шладен и Вольфенбюттель к Брауншвейгу. К югу от Брауншвейга река ограничивается плотиной Eisenbüttel Weir. В Bürgerpark , незадолго до старого города Брауншвейга, Альтштадта, поток Окера разделяют на два обводных канала — восточный и западный, которые обходят исторический центр города, находящийся на более высоком месте. Эти каналы были заложены в XVI веке как рвы внешней обороны города. Настоящее русло реки Окер через центр города целиком закрыто и на сегодня проходит через разветвляющиеся трубы, выходя снова на поверхность к северу от Альтштадта. Уровень воды в черте города регулируется створками St. Peter’s Gate Weir в западном и Wendenwehr в восточном обводных каналах. После слияния двух каналов к северо-западу от центра города, Окер течёт на север района Watenbüttel в дренажной трубе под Среднегерманским каналом до слияния с рекой Шунтер к востоку от Groß Schwülper. Затем Окер впадает в устье реки Аллер, расположенное между Гифхорн и Целле в коммуне Мюден.

## Окер как пограничная река

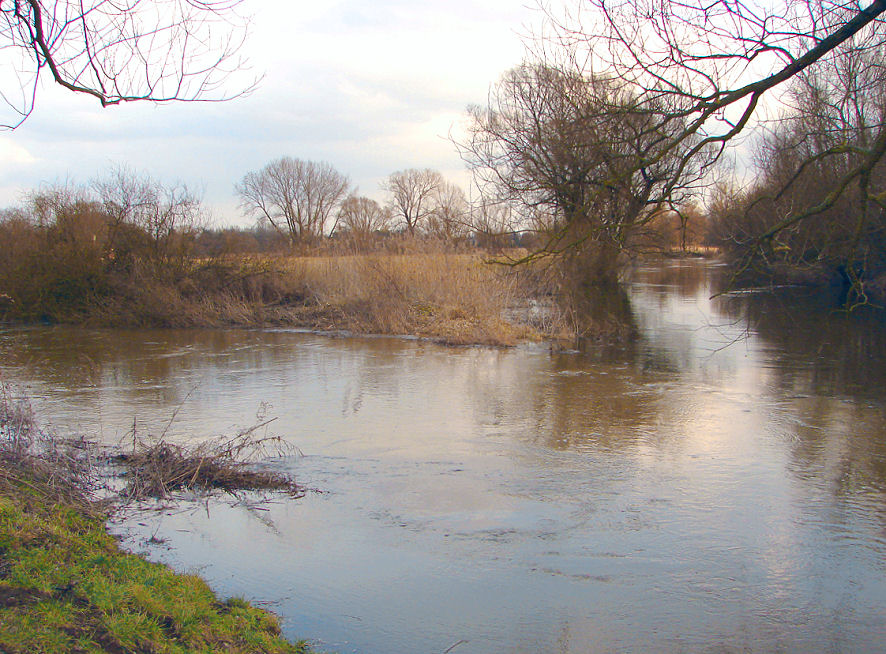
Устье Шунтер в Окер близ Groß Schwülper

С начала IX века срединная часть реки Окер сформировала епархиальную границу между епископством Хальберштадт и епархией Хильдесхайма, основанными королём Карлом Великим и его сыном Людовиком I Благочестивым в герцогстве Саксония. В коммуне Верлабургдорф на берегу, на высотке около 20 метров над руслом реки, был заложен королевский пфальц. В средние века между деревнями, ныне относящимся к коммунам Орум и Бёрсум, река Окер создала собой восточную границу Хильдесхаймского княжества-епископства с княжеством Брауншвейг-Вольфенбюттель и далее она простиралась на юг к Wiedelah (ныне Финенбург), являясь границей с Хальберштадским княжеством-епископством, которое стало прусским княжеством Хальберштадт после его секуляризации в 1648 году.
Епископство Хальберштадт в свою очередь также было реорганизовано в 1803 году и по Заключительному акту 1815 года Венского конгресса, река Окер стала восточной границей королевства Ганновер с герцогством Брауншвейг и прусской провинцией Саксония. Когда королевство Пруссия в 1866 году аннексировало Ганновер, река стала внутренней границей между провинциями Ганновер и Саксония, на севере от Börßum до Ohruma, а также границей с провинцией Ганновер на западе и герцогством Брауншвейг на востоке. С 1945 по 1990 годы по центру реки Окер проходила внутренняя граница между восточной и западной Германией, на отрезке между Wiedelah и Schladen. На сегодня Окер является границей между землями Германии Саксония-Анхальт и Нижняя Саксония.
В рамках подготовки к Экспо 2000 мосты через Окер были художественно оформлены в районе Брауншвейга и его окрестностей; затем в 2004 такое же делалось в рамках части проекта Okerlicht.

## Притоки
Левые притоки (от истока до устья)
- Ланге
- Абцухт
- Оэбах
- Ведденбах
- Варне
- Брюкенбах
- Тидебах

Правые притоки (от истока до устья)
- Радау
- Эккер
- Ильзе
- Гроссер-Грабен
- Альтенау
- Шунтер
- Бикграбен